# Marin Belușică
Marin Belușică (ur. 7 października 1928 w Ploeszti, zm. 2013) – rumuński zapaśnik, uczestnik Igrzysk Olimpijskich w 1952 w Helsinkach. Na igrzyskach wziął udział w turnieju zapaśniczym w stylu klasycznym do 73 kg.

## Igrzyska Olimpijskie 1952
Belușică przegrał 0:3 w pierwszej rundzie walkę z reprezentantem Finlandii Veikko Männikkö w dwóch kolejnych wygrywał z Bela Čuzdi reprezentującym Jugosławię oraz reprezentantem Włoch Osvaldo Rivą.
Czwarty na mistrzostwach świata w 1953 roku.